# Ramanattukara
Ramanattukara è una suddivisione dell'India, classificata come census town, di 30.436 abitanti, situata nel distretto di Kozhikode, nello stato federato del Kerala. In base al numero di abitanti la città rientra nella classe III (da 20.000 a 49.999 persone).

## Geografia fisica
La città è situata a 11° 11' 19 N e 75° 51' 28 E.

## Società

### Evoluzione demografica
Al censimento del 2001 la popolazione di Ramanattukara assommava a 30.436 persone, delle quali 15.023 maschi e 15.413 femmine. I bambini di età inferiore o uguale ai sei anni assommavano a 3.690, dei quali 1.896 maschi e 1.794 femmine. Infine, coloro che erano in grado di saper almeno leggere e scrivere erano 25.133, dei quali 12.832 maschi e 12.301 femmine.